# Kanton Münstermaifeld
Der Kanton Münstermaifeld (auch Münstermayfeld, Munstermayfeld oder Münster-Mayenfeld; franz.: Canton de Munster-Mayenfeld) war einer von zwölf Verwaltungseinheiten, in die sich das Arrondissement Koblenz im Rhein-Mosel-Departement gliederte. Der Kanton war in den Jahren 1798 bis 1814 Teil der Ersten Französischen Republik (1798–1804) und des Ersten Französischen Kaiserreichs (1804–1814).
Vor der Annexion des linken Rheinufers im Ersten Koalitionskrieg gehörte der Verwaltungsbezirk des Kantons Münstermaifeld hauptsächlich zum Kurfürstentum Trier, einige Gemeinden gehörten vorher den Herren von Eltz und von Bassenheim.
Im Jahre 1814 wurde das Rhein-Mosel-Departement und damit auch der Kanton Münstermaifeld vorübergehend Teil des Generalgouvernements Mittelrhein und kam 1815 aufgrund der auf dem Wiener Kongress getroffenen Vereinbarungen zum Königreich Preußen. Unter der preußischen Verwaltung ging der Kanton Münstermaifeld in den 1816 neu gebildeten Kreisen Cochem und Mayen im Regierungsbezirk Koblenz auf.

## Verwaltungsgliederung
Der Kanton Münstermaifeld gliederte sich in 25 Gemeinden mit etwa 70 Ortschaften, die von drei Mairies verwaltet wurden. Im Jahr 1808 lebten im Kanton insgesamt 7127 Einwohner.

### Mairie Gondorf
Zur Mairie Gondorf gehörten sechs Gemeinden mit insgesamt 1850 Einwohnern; Bürgermeister: Heinrich Seegmüller. 
Gemeinden:
- Gondorf, 45 Häuser, seit 1969 Ortsteil von Kobern-Gondorf
- Hatzenport
- Kattenes (Catenes), seit 1976 Ortsteil von Löf
- Lehmen
- Löf
- Moselsürsch, seit 1976 Ortsteil von Lehmen

### Mairie Karden
Zur Mairie Karden (auch Carden) gehörten acht Gemeinden mit insgesamt 2306 Einwohnern; Bürgermeister: Sontag (1808), Johann Baptist Erpeldinger (1811).
Gemeinden:
- Binningen
- Brohl
- Dünfus
- Forst
- Karden (Carden), 83 Häuser, seit 1969 Ortsteil von Treis-Karden
- Möntenich
- Moselkern
- Müden

### Mairie Münstermaifeld
Zur Mairie Münstermaifeld  (auch Münstermayfeld, Munstermayfeld, Münster-Mayenfeld) gehörten elf Gemeinden mit insgesamt 2971 Einwohnern; Bürgermeister: Jakob Schmitt.
Gemeinden:
- Gierschnach (Girschenach)
- Kalt
- Keldung, seit 1976 Orts- bzw. Stadtteil von Münstermaifeld
- Küttig, seit 1976 Orts- bzw. Stadtteil von Münstermaifeld
- Lasserg, seit 1976 Orts- bzw. Stadtteil von Münstermaifeld
- Metternich, seit 1976 Orts- bzw. Stadtteil von Münstermaifeld
- Mörz, seit 1976 Orts- bzw. Stadtteil von Münstermaifeld
- Münstermaifeld, 196 Häuser
- Pillig
- Roes
- Wierschem (Wirschem)